# Stefaniola begimbetovae
Stefaniola begimbetovae är en tvåvingeart som beskrevs av Fedotova 1993. Stefaniola begimbetovae ingår i släktet Stefaniola och familjen gallmyggor.
Artens utbredningsområde är Kazakstan. Inga underarter finns listade i Catalogue of Life.